# نصري شمس الدين
نصري شمس الدين (27 يونيو 1927 - 18 مارس 1983) مغني  مسرحي لبناني . ترك ما يقارب الخمسمائة أغنية بين موال ودبكات وأغنيات عاطفية ووطنية وثنائيات. كما ظهر في جميع أعمال الرحابنة المسرحية والسينمائية والتلفزيونية بالإضافة إلى الاسكتشات الاذاعية.

## نبذة
نصر الدين مصطفى شمس الدين في بلدة جون في العام 1927. عمل في بداية حياته في مصر ثم عاد إلى لبنان فتعرف على الأخوين رحباني لينطلق معهم في مسرحياتهم وأغانيهم بدءاً من عام 1957 وحتى 1980. وهم الذين أطلقوا عليه اسم نصري شمس الدين.
يعد نصري شمس الدين إضافة إلى وديع الصافي حجري الأساس لما يسمى الآن بالأغنية الجبلية اللبنانية اهتدت الأجيال بهما فيما بعد.
ظهر نصري شمس الدين في أغلب مسرحيات الأخوين رحباني بأدوار متعددة ومتنوعة إلى جانب السيدة فيروز، من سنة 1957 - 1978, وكان قد لعب فيها أدواراً متعددةً، شملت المختار، رئيس البلدية، الأمير، الملك، البويجي، المتصرف والوزير وغيرها من الأدوار. كما شارك مع المطربة صباح وغيرها في مهرجانات بعلبك وجبيل وبيت الدين .
كانت آخر أعماله مع الأخوين رحباني في إعادة مسرحية الشخص مع رونزا في عام 1980 في الأردن. ومن ثم، انصرف نصري إلى الاهتمام بالغناء منفرداً وأصدر أغاني على أسطوانات وكاسيتات بما عرف بألبوم الطربوش ضمن مجموعة من الأغاني من ألحان ملحم بركات.
توفي نصري شمس الدين وهو على المسرح في نادي الشرق في دمشق, 18 آذار عام 1983 إثر نزيف دماغي .

## أعماله

### السكتشات
- كاسر مزراب العين
- بحر الستات
- يا سروجي
- العين ( عبود وليلى )
- الحدّاد
- الوطن الحنون
- المعصرة
- حكاية
- الغربال
- جاب الدب
- براد الجمعية
- ورد وشبابيك
- رابوق
- ابن الجيران
- الخاتم
- قوموا ناموا
- حلوة وفيللا واتوموبيل
- ساعات الهوى
- لعيب الفوتبول
- أبو نعمان
- الورد
- التفاح
- السبيل الأخضر
- جهلة بو فارس
- بلادي الجميلة
- رجال النوبة
- انقر يا دف

=== الأغاني
- على مهلك
- الطربوش
- الله شو بيتغيّر الإنسان
- احكيلي يا جدي الختيار كلمات الشاعر طانيوس الحملاوي وألحان جوزيف أيوب
- إيدي وإيدك كلمات عبد الجليل وهبه وألحان نصري شمس الدين
- الحب والإيمان
- أهل الهوى
- الحلوه الشقرا
- المجْوز
- السنديانة
- الانتخابات
- الاستقلال
- أسمر أسمر
- إشبيليا
- أين ترحل النجوم
- الحارس
- أربع دروب
- اجتمعو حولي
- الله كريم
- أعطوني السيف
- إي باخدها
- المجد غنّى لسيوفنا
- أول جرحه
- أنا جندي
- الخبز والملح
- المغتربين
- والله والله يا عينّي
- البسمة الحلوه
- الحلوه
- الشال
- الله معك يا بني كلمات طعان أسعد وألحان زياد الرحباني
- الحج
- أبو الزلف
- بحلفك يا طير بالفرقة
- بخاطركم كلمات أسعد السبعلي وألحان فليمون وهبه
- بعدو هواكن كلمات طعان أسعد وألحان نصري شمس الدين
- بكير بعدك يا زغيري
- بتذكر يا قلبي
- بيت الحبيب
- بيني وبين الهوى
- بحب الربيع
- بصّار
- بكرا بتجي
- بابا مفتوح
- برد الطقس
- بعدكن بالبال - موال
- بالساحة فرسان
- بيضا ولبست حلتها
- بتسأل عني بأول يوم
- بكتبلك هالرسالة
- بطلّة حبيبي
- بلادي الجميلة
- بعدك صبية
- بالسر حبيتك
- بالله يا عصفور
- يلا يلا يا بابور
- بدافع عن وجودي
- تفته هندي
- تسألين يا نجوم
- تذكار
- تنزيهة
- تكبّر
- جودي بالغلّة
- جينا عالدار
- جايي من بلاد الغربة
- جبالنا أرز ما بينطال
- حدود بلادي
- حن الهوى
- حبيناكي كتير كتير
- حيّدو الحبايب
- حبك يا هنا
- حلوة الطاقية الخضرا
- حورب تا نحورب يا بطل
- حكيم
- حكايات
- حلوه وإلها عيون
- حلوة ومرة
- حبينا
- حكاية هواكن يا حبايبنا
- حيدو الحبايب
- حلوة حلوة
- خبّي قلبك
- خيوط الذهب كلمات الشاعر أسعد السبعلي وألحان الفنان نصري شمس الدين
- خلّي الجفا مرّه
- ختيار
- خايف
- خبروني عصافير الدار
- خبريني عالهدا
- خليك سبور يا قلبي
- خدني معك عالشام
- دلّوني للأخوين رحباني - اسكتش
- درب الليل
- دخلك دخيلك
- دقّي إجرك
- درب العين ألحان زكي ناصيف
- دلع كلمات وألحان عماد شمس الدين
- دخلك خبرني شو صار
- درب الحب
- دربك يا خيي
- دقّو عالباب
- دارك وين
- ذكريات المجد
- رسول الحب كلمات الشاعر أسعد سابا وألحان المطرب نصري شمس الدين
- رح جبلك من لون البحر
- روي عيونك
- رجعوا الأحباب
- رحنا عالبحر
- راحو ما عادوا طلّوا
- روحي معي
- رح جن
- راح الشهر
- رح تحلا موجات البحر
- رايح عالمقلع
- رديت الفرح
- رقصتك بالعيد
- زغار كنّا - موال كلمات الشاعر أسعد السبعلي وألحان الفنان نصري شمس الدين
- زيتية العنين
- زرعت بالقلب جفونك موشح كلمات الشاعر طانيوس الحملاوي
- زهوة الماضي
- زهر اللوز
- زعلت أم عيون السود
- زفة الحبايب
- زرعها ومتل الطفل ربيها
- زهر البنفسج
- سمعتلك قصة
- سافر قلبي
- سهران عالطاقة
- سنين العز
- سعدية
- سوق القصايد
- سافر من بلادي
- سافرنا
- سافر يا حمام
- سمرا شوي
- ساعة شمس وساعة في
- سافر أبو الشامية
- سامحينا
- شعرا مزّين أوصافها
- شم الحبق
- شفتك مرّه كلمات الشاعر حسين حمزة وألحان ملحم بركات
- شارقات المحيّا
- شعرك الأشقر
- شو حلو منديلك الأزرق
- شو فيها يقولو بحبك
- شفتا وجنيت
- شهدي يا بيوت
- شو حلوي هالتنورة
- صاح ديك الحي
- صارلو سنة
- صب الهوى بالكاس
- صوتي وصوتك يا طاحون
- ضلّي سهري
- ضوّي يا أبراج
- ضيعة الهنا
- ضعنا
- ضحكتي على قلبك
- طريقو منين
- طليتي
- طلّت شمس الشموسي
- طلّي وحنّي عالعاشق
- طمنلي قلبي
- طلعت عا راس الجبل
- طلّو حبايب قلبنا
- طل الربيع
- طلّت علينا
- طل الحبيب
- طل الحلا
- طير وطار
- طوّلت بالي
- طلو الصيادي
- عالعين
- عصفورتين كلمات الشاعر زغلول الدامور وألحان حسيب حيدر
- عالبال
- عملت الورق مرسال
- على وسطك لفّي منديلك
- عا دقة المهباج
- عالسفر ناوي
- ع تلالنا حكايات
- عندي غزالة
- عدّوره
- عم يوقعوا وراق الشجر - موال
- عودوا إلى الدار كلمات الشاعر مصطفى محمود وألحان نصري شمس الدين
- عصفورة الوادي
- عالأوف مشعل
- عم تغزل كلمات الأخوين رحباني وألحان فليمون وهبه
- عالرمانة
- على عين الميه يا سمرا
- عيد الهوى
- عالوعد دخلك عالوعد
- عالوعد وحياة عينك
- عيونك مراكب
- على حكياتك
- عالعْميّم
- عالعالي الدار
- عنّات البلابل - موال
- عالدار ضوي يا قمر
- عيد الهوى عيدي
- عمْريها
- عالهوب
- على دلعونا
- ع مطلك يا مدينتنا
- ع زرار الورد كلمات الشاعر أسعد السبعلي وألحان المطرب نصري شمس الدين
- علمي بالزين
- عيد الأضحى
- عالعين يم الزلف - موال
- علّو العتاب - المطرب نصري شمس الدين ومجدلي
- غنّى الفرح وطار
- غريب عن ديارك
- غيره
- غنية على شفافي - موال
- غنالك طير الأخضر
- فرسان الساحة
- فراقك جبل
- فلّاح
- فرحنا فرحنا
- في حلوة
- فايقة
- قناديل الحرية كلمات اشاعر طانيوس الحملاوي وألحان جوزيف أيوب
- قالت نهارك سعيد
- قنديل عمري
- قساً بالحب
- قالو الصبايا
- قالولي جافيها
- قالت بحبك يا حلو كلمات الشاعر إميل ملكون وألحان نصري شمس الدين
- قالو حبيبك - موال
- قالو النوى
- قلبي
- قولك صحيح تزوجت نهله - موال
- قلبي العطشان كلمات الشاعرعبد المنعم فقيه وألحان الموسيقار سهيل عرفة
- قالوا انساها
- كتبت إليّا
- كوكب خدك كلمات عبد الجليل وهبه وألحان نصري شمس الدين
- كيف حالهن - موال
- كيف الدار
- كلّن يومين تلاتي
- كل ما عالصيد بدّي روح - موال
- كتاب الحب
- كحلا
- كفّي البكي
- كتير رح يحكيلها
- كرم الهوى
- لقطفلك وردة حمرا
- لو قالولك
- ليل
- ليلى دخل عيونها
- لوين رايحة
- ليل الهوى كلمات الشاعر مصطفى محمود وألحان المطرب نصري شمس الدين
- ليالينا يا ليالي
- لا أعمل سلّم فوق سلّم
- ليش نعسان القمر
- ليش النجمة
- لمين أشكي المطربة صباح والفنان نصري شمس الدين
- لا تشتكي كلمات عبد الجليل وهبه وألحان نصري شمس الدين
- لا تستحي
- لبنان كلمات الممثل أديب حداد وألحان فليمون وهبه
- لا يخفك الظلم
- لا لا
- لو قالولك
- لوحة ملونة
- لو كيلنا
- لبنان أحلا من الحلى
- لبست عباية
- لوم حبابي لوم
- لابسة الفستان
- لمّا شفتا
- مش هيك يا حلوه - موال
- مربى الغزلان
- ميجو يابو الميجانا
- ما بيجوز
- محسوبك درويش
- ما دام الصحة مليحة
- ما بعرف وين لاقيتا
- محتار شو ببعتلها هديه كلمات الشاعر يونس الابن وألحان المطرب نصري شمس الدين
- من عرق جبيني
- مع نسمة شمالية
- محبوبة قلبي هاله
- من عينيها طل الحب
- ما أهوى بدالك يا هنا
- مين
- منقول خلصنا
- منتزاعل ومنرضى
- متل ما يكون يا قلبي - موال
- مبارح مرقت - موال
- مغزالك
- محرمتك هالمبيّضة
- ما أحلاها
- محروس لبنان
- مع طلّات الفجر
- من يوم اللي ضحكتيلي
- ما بدك تعشقي
- ما فيش فلوس
- ما أصعبك عالقلب يا يوم السفر
- مين دلّو
- مين قال
- مين قال ما كمشنا القمر عجبالنا
- ما أحلى كلمة استقلال
- ما أحلى المشوار
- مش من زمان كتير
- محبوب قلبك - موال
- مشبك يا مشبك
- ما أقدرش أنساك
- مين مين مين
- نقله نقله
- نيال قلبك
- نلنا أمانينا
- نحنا الهوى
- نامت على ريش مخدتا
- نسيت الدروب
- نحنا العربان
- نسّم هوا الغربي
- هالدلال
- هالبنت السمرا
- هدوني
- هالسنديانة
- هالعقد
- هدية لبنان
- هبّت نسمات الهوى
- هيهات يا بو الزلف
- ودتلك وردة حمرا
- وردة وصورة
- وهبت حياتك
- ودّي مع النسمة خبر
- وحياة سلر الهوى
- وقفلي خليني بوس
- وينك يا بو الشامية
- وين وين
- وصية بي (قصيدة في يوم زفاف ابنته) كلمات الشاعر مصطفى محمود وإعداد الفنان نصري شمس الدين
- ودّي مع النسمة خبر
- والله يا جاره
- والله والله يا عينيي
- يا موطني
- يا حلو المارق عالعين
- يا ريم
- يا بيتنا الغالي
- يم المنديل الأحمر كلمات الشاعر عبد الجليل وهبة وألحان المطرب نصري شمس الدين
- يا بو عيون السود
- يم الشامة
- يا ساهر الليل - موال
- يا بياع الورد الجوري
- يا ظريف الطول
- يم الأساور
- يم الزنار
- يم الحلق والزينة
- يم الجدايل
- يسعد صباحك
- يا طير الشوق
- يا ساحر اللفتات كلمات الشاعر عبد المنعم فقيه
- يا حلوه اللي رميتيني
- يا حلوتي
- يا تاركين الحمى
- يا هاجرين الدار
- يا تاركين الحي
- يا بو العقال القصب
- يا راعي السيف
- يا حلالي
- يا حجل
- يا حمام
- يا بو الضفاير طويلة
- يا ليلى احكيلي كلمات الشاعر عبد الجليل وهبه وألحان الفنان نصري شمس الدين
- يا صياد
- يا حلوة الحلوين
- يا مدبلي عيونك
- يا ما ويا ما
- يا ليل الحب
- يمشوا شوي
- يا حب - موال
- يا دروبي
- يا كويت كلمات الشاعر طانيوس الحملاوي وألحان الأستاذ جوزيف أيوب
- يا طير يا طاير على فلسطين كلمات الشاعر يوسف حسون
- يا ساكن بقلبي - موال
- يا محنجلي
- يا ويلو الما يخاف ربّه
- يا ليل الهوى
- يا حلوة العالجسر
- يا سنين العز
- يا سوق القصايد
- يا صيف
- يا ليلى احكيلي كلمات الشاعر عبد الجليل وهبه وألحان المطرب نصري شمس الدين
- يا مارق عالطواحين
- يا مربى الغزلان
- يا نصري يا حبيبي - المطربة نجاح سلام والمطرب نصري شمس الدين

### المسرحيات
- الليل والقنديل، 1963
- ميس الريم، 1975
- أيام الحصاد، 1957
- المحاكمة 1959
- جسر القمر، 1962
- صح النوم، 1971
- لولو، 1974
- موسم العز، مع صباح ووديع الصافي، 1960
- البعلبكية وعودة العسكر، مع فيروز ، 1963
- بياع الخواتم (مسرحية)، مع فيروز ، 1964
- دواليب الهوا، مع صباح، 1965
- أيام فخر الدين، مع فيروز ، 1966
- هالة والملك، مع فيروز، 1967
- الشخص، مع فيروز ، 1968
- جبال الصوان، مع فيروز ، 1969
- يعيش يعيش، مع فيروز ، 1970
- مهرجان الوهم مع صباح ووليد غلمية في جبيل
- صح النوم، مع فيروز ، 1972
- ناس من ورق، مع فيروز ، 1972
- ناطورة المفاتيح، مع فيروز ، 1972
- قصيدة حب، مع وديع الصافي وفيروز ، 1973
- المحطة، مع فيروز ، 1973
- بترا، مع فيروز ، 1977 - 1978

كما كان يقدم كل سنة مهرجانات بيت الدين مع فرقة جون للرقص الشعبي.

### الأفلام
- بياع الخواتم
- بنت الحارس
- سفر برلك
- ليالي الشرق

### البرامج
- دفاتر الليل 1968
- ضيعة الأغاني 1966
- مع الحكايات
- ليلة الهدايا
- سهرة حب
- قسمة ونصيب
- ليالي السعد

## وصلات خارجية
- نصري شمس الدين على موقع IMDb (الإنجليزية)
- نصري شمس الدين على موقع ميوزك برينز (الإنجليزية)
- نصري شمس الدين على موقع ديسكوغز (الإنجليزية)
- نصري شمس الدين على موقع قاعدة بيانات الفيلم (الإنجليزية)

- نصري شمس الدين.. عملاق المسرح الغنائي
- فيديو لنصري شمس الدين - فيديو غوغل